# PWI Most Hated Wrestler of the Year
De PWI Most Hated Wrestler of the Year Award wordt sinds 1972 jaarlijks uitgereikt door de professioneel worstelmagazine Pro Wrestling Illustrated. De PWI-lezers nomineren elk jaar de meest gehate worstelaars die actief zijn in de worstelwereld.

## Winnaars en ereplaatsen
| Jaar | Winnaar                  | Eerste ereplaats         | Tweede ereplaats       | Derde ereplaats            |
| ---- | ------------------------ | ------------------------ | ---------------------- | -------------------------- |
| 1972 | The Sheik                |                          |                        |                            |
| 1973 | "Superstar" Billy Graham |                          |                        |                            |
| 1974 | The Great Mephisto       |                          |                        |                            |
| 1975 | Greg Valentine           |                          |                        |                            |
| 1976 | Stan Hansen              | Ox Baker                 | Terry Funk             | The Spoiler                |
| 1977 | Ken Patera               | Ric Flair                | Superstar Billy Graham | Nick Bockwinkel            |
| 1978 | Ric Flair                | Ken Patera               | Victor Rivera          | Bob Orton Jr.              |
| 1979 | Greg Valentine           | Terry Funk               | Ken Patera             | Ivan Koloff                |
| 1980 | Larry Zbyszko            | Greg Valentine           | Ernie Ladd             | Hulk Hogan                 |
| 1981 | Ken Patera               | Don Muraco               | Nick Bockwinkel        | Roddy Piper                |
| 1982 | Ted DiBiase              | Blackjack Mulligan       | Superstar Billy Graham | Buzz Sawyer                |
| 1983 | Greg Valentine           | Masked Superstar         | Kevin Sullivan         | Michael Hayes              |
| 1984 | Roddy Piper              | Kevin Sullivan           | Tully Blanchard        | The Iron Sheik             |
| 1985 | Roddy Piper              | Chris Adams              | Ted DiBiase            | Big John Studd             |
| 1986 | Paul Orndorff            | Ric Flair                | Col. DeBeers           | Rick Rude                  |
| 1987 | Ric Flair                | André the Giant          | The Honky Tonk Man     | Lex Luger                  |
| 1988 | André the Giant          | Barry Windham            | Eddie Gilbert          | Ted DiBiase                |
| 1989 | Randy Savage             | Terry Funk               | Rick Rude              | Lex Luger                  |
| 1990 | Earthquake               | Ric Flair                | Rick Rude              | Eddie Gilbert              |
| 1991 | Sgt. Slaughter           | The Undertaker           | Lex Luger              | Jake Roberts               |
| 1992 | Rick Rude                | Ric Flair                | Jake Roberts           | The Moondogs               |
| 1993 | Jerry Lawler             | Big Van Vader            | Yokozuna               | Shawn Michaels             |
| 1994 | Bob Backlund             | Owen Hart                | Big Van Vader          | Jerry Lawler               |
| 1995 | Jerry Lawler             | Kevin Sullivan           | The Gangstas           | Davey Boy Smith            |
| 1996 | Hollywood Hogan          | Goldust                  | Jerry Lawler           | The Giant                  |
| 1997 | Bret Hart                | Hollywood Hogan          | Owen Hart              | Curt Hennig                |
| 1998 | Hollywood Hogan          | Vince McMahon            | Eric Bischoff          | Bret Hart                  |
| 1999 | Diamond Dallas Page      | Triple H                 | The Undertaker         | The Dudley Boyz            |
| 2000 | Kurt Angle               | Triple H                 | Steven Richards        | Jeff Jarrett               |
| 2001 | Steve Austin             | Booker T                 | Kurt Angle             | Shane McMahon              |
| 2002 | Chris Jericho            | The Un-Americans         | Kurt Angle             | Triple H                   |
| 2003 | Triple H                 | Kane                     | Vince McMahon          | Test                       |
| 2004 | Triple H                 | John "Bradshaw" Layfield | Kurt Angle             | Jeff Jarrett               |
| 2005 | Triple H                 | Edge                     | Jeff Jarrett           | Muhammad Hassan            |
| 2006 | Edge                     | Jeff Jarrett             | Randy Orton            | King Booker                |
| 2007 | Randy Orton              | Kurt Angle               | The Great Khali        | Robert Roode               |
| 2008 | Chris Jericho            | Edge                     | Randy Orton            | Kurt Angle                 |
| 2009 | Randy Orton              | CM Punk                  | Chris Jericho          | Kurt Angle                 |
| 2010 | The Nexus                | CM Punk                  | The Miz                | Hulk Hogan & Eric Bischoff |
| 2011 | The Miz                  | Alberto Del Rio          | Christian              | Kurt Angle                 |
| 2012 | CM Punk                  | Bobby Roode              | Alberto Del Rio        | Kevin Steen                |